# Józef Kwiecień
Józef Kwiecień (ur. 18 marca 1944 w Godowie, zm. 26 listopada 2017 w Chęcinach) – polski polityk, samorządowiec, w latach 2001–2002 marszałek województwa świętokrzyskiego

## Życiorys
Syn Bolesława i Stanisławy. Absolwent Akademii Rolniczej w Lublinie. W 1992 uzyskał stopień doktora nauk rolniczych na Wydziale Rolniczym lubelskiej AR. Pracował jako nauczyciel akademicki na tej uczelni.
Należał do Polskiego Stronnictwa Ludowego. Był dyrektorem Wojewódzkiego Ośrodka Doradztwa Rolniczego w Modliszewicach, następnie od 1999 do 2001 dyrektorem departamentu w urzędzie marszałkowskim. W 2001 objął stanowisko marszałka województwa, które zajmował do 2002. W wyborach samorządowych tymże roku uzyskał mandat radnego Sejmiku Województwa Świętokrzyskiego, następnie został wicemarszałkiem województwa w nowo powołanym zarządzie, pełnił tę funkcję do 2006.
W 2006 ponownie wybrano go na radnego województwa, w 2010 nie ubiegał się o reelekcję. Podjął pracę w Wojewódzkim Ośrodku Ruchu Drogowego w Kielcach jako pełnomocnik do spraw rozwoju.